# 江西省美术馆
28°40′38″N 115°53′52″E / 28.67722°N 115.89778°E
江西省美术馆，馆址初名毛泽东思想胜利万岁馆，俗称万岁馆，位于中国江西省南昌市八一广场西侧，是一家集展览、收藏、研究、教育等功能的公益性美术馆。

## 历史沿革
文革时期，江西原有的九所博物馆停办，多数馆员被下放，全省约五万件文物被毁，革命纪念馆亦被万岁馆一类取代，全省有25个县市建有此类场馆。1968年7月8日，江西省革命委员会决定在南昌人民广场（今八一广场）修建毛泽东思想胜利万岁馆，万岁馆于同年7月完成设计，总设计师为时年26岁的吴旭，于同年9月底落成，动用劳力几十万，投资700余万元。万岁馆于1969年10月1日国庆开馆，有展厅12个，主要展厅陈展毛泽东各时期巨幅照片、巨幅油画和中共井冈山阶段实物、图像、文字介绍。
万岁馆1971年改称“江西省展览馆”，1973年称“江西省革命历史展览馆”，1978年称“江西省革命博物馆”，1980年称“江西省展览大楼”，1984年称“江西省展览馆”，1992年合并省农业展览馆、省工业展览馆后改称“江西省展览中心”。1993年，对展馆进行加层改造，南北展厅由三层加至六层；前大厅由四层加至五层（均不包括地下层）。2006年，毛泽东思想胜利万岁馆旧址被列为江西省文物保护单位 。2018年12月，展馆改由江西省美术馆使用，恢复至四层。
2012年4月1日，江西省美术馆正式成立，陈丹青等参加开馆典礼并举办首展《四十年的故事》，馆址位于南昌市高新大道1978号，美术馆分两层，建筑面积5976平方米，首任馆长为张斯栋，设有绘画展厅和陶瓷展厅，展览项目包括架上绘画、实验艺术、影像艺术、摄影艺术等。2018年，江西省美术馆改制重组。2020年7月29，江西省美术馆迁址万岁馆后正式揭牌。

## 建筑展览
该馆坐西朝东，平面呈“E”字形，共四层，占地面积18722.3㎡，建筑面积约25000㎡。该馆仿人民大会堂式样，高台阶、高柱廊、左右对称，正立面四个方柱顶上的四座重檐四角亭附会四个伟大；中段七开间柱廊上方装饰韶山、安源、井冈山、遵义、延安、西柏坡、北京七个里程碑浮雕；门前20级台阶象征庆祝建国20周年；中段巨型雕塑有十面红旗和54朵葵花围绕中央圆形毛泽东像（后改五角星），象征54个民族（当时数字）心向毛泽东。
江西省美术馆藏品包括国画、版画、雕塑、油画、书法等。美术馆有常设展《人民的记忆——八一广场空间叙事与美术表达》，是文旅部2022年度全国美术馆优秀项目《人民的记忆——八一广场空间叙事暨美术创作邀请展》的延续性陈列，覆盖八一广场空间演变、地域美术发展两方面，分为“广场的空间秩序建构”、“广场空间的传播与扩散”、“美术馆与地域美术”三部分，展出文献、实物、影相、画作等100余件（套）。美术馆9:00-17:00免费对外开放，周一闭馆（法定节假日除外）。